# Crepereyo Calpurniano
Crepereyo Calpurniano (en latín, Crepereius Calpurnianus) fue un historiador romano nacido en Pompeyópolis y mencionado por Luciano de Samósata que escribió una historia sobre la guerra pártica del emperador Lucio Vero.